# 巴拉基
巴拉基（Baraki）是阿爾及利亞的城市，由阿爾及爾省負責管轄，位於該國北部，分別距離首都阿爾及爾和卜利達18公里和35公里，2010年人口数为123,101。
36°40′N 3°06′E / 36.667°N 3.100°E